# NVIDIA Isaac
NVIDIA Isaac是NVIDIA于2018年推出的一个针对机器人打造的自主机器平台，平台包括软件、硬件、一个虚拟世界的机器人模拟器。 

## 硬件
NVIDIA Isaac核心是Jetson Xavier，是一款为机器人设计的计算机。
Jetson Xavier有Volta Tensor Core GPU、8核ARM64 CPU、NVDLA深度学习加速器、图像处理器、视觉处理器、视频处理器共计6种处理器，拥有的晶体管超过90亿个，可提供性能达每秒30万亿次操作以上。

## 软件
Isaac SDK是开发机器人算法软件和运行框架的工具，工具算法包括了完全加速的函数库和包括Isaac IMX或者Isaac智能机器加速应用程序。
Isaac Sim提供训练自动机器的条件，还能进行硬件测试。

## 合作夥伴
NVIDIA Isaac SDK的主要技術合作夥伴有SICK、LIPS、FRAMOS、Universal Robot、e-Con Systems等

## 更新
2019年12月，NVIDIA在GTC CHINA 2019推出Isaac软件开发套件（SDK）的更新版本。
Isaac SDK包括Isaac Robotics Engine，Isaac GEM（深度神经网络模型、算法、库、驱动程序和API），室内物运输领域的参考应用程序，第一个版本的Isaac Sim（提供导航功能）。

## 应用
2020年5月，宝马集团宣布采用NVIDIA Isaac™及LIPS Corp.合作開發机器人平台优化车厂流程。